# Glenfield Frith
Glenfield Frith var en civil parish 1858–1935 när det uppgick i Glenfields i grevskapet Leicestershire i England. Civil parish var belägen 14 km från Loughborough och hade 527 invånare år 1931.